# アルブレヒト・デューラー
アルブレヒト・デューラー（ドイツ語: Albrecht Dürer, 1471年5月21日 - 1528年4月6日）は、ドイツのルネサンス期の画家、版画家、数学者。同名の父・アルブレヒトは、ハンガリーからドイツ南部に移住してきたマジャル人金銀細工師である。

## 出生

### 若年時代(1471 - 1490)
デューラーは1471年5月21日に、第三子（次男）としてニュルンベルクに生まれた。14人から18人兄弟であった。父のアルブレヒト・デューラーは金細工職人として成功を修めていた。彼はジュラの隣村アイトーシュ Ajtós（現在のアイトーシュファルヴァ(Ajtósfalva)、「扉村」の意味）の出身で、アイトーシ(Ajtósi)と名乗っていた。ハンガリーではアイトーシ・デュレル(Ajtósi Dürer)とも呼ばれる。彼は1455年にニュルンベルクに移って来た。ドイツ語名の"Dürer"は、ハンガリー語の"Ajtósi"に由来して、大元はドア職人の"Thürer"（ハンガリー語で"ajtó"はドアの意味）である。このため、家紋には扉が描かれている。アルブレヒトは自分が親方となった1467年に、彼の親方であるイエロニムス・ホルパーの娘バルバラと結婚した。
デューラーの後見人はアントン・コーベルガーで、デューラーの生まれた年に印刷家、出版家になるために金細工職人を辞めた。ほどなく彼はドイツで最も成功した出版家となり、最終的に24の出版物と、ドイツ国内に数多くの事務所を所有した。彼の最も有名な出版物は、1493年にドイツ語とラテン語版が出版された『ニュルンベルク年代記』である。そこにはミヒャエル・ヴォルゲムートによる、前例のない1809の木版のイラストが含まれていた。この計画が始まった時、デューラーはヴォルゲムートと共に、これらを手伝った。
幸運にもデューラーは自画像を多く残していて、20代中頃には大変有名になっていた。このため彼の生涯は、多くの情報源により文書化されている。2、3年学校に通った後、デューラーは父親から金細工と描写の基礎を学び始めた。父親は彼に金細工のトレーニングを続けさせたかったが、彼はヴォルゲムートの見習い時、1484年に15歳で始めた描画において、早熟な才能の片鱗をみせていた。銀筆素描で描かれた自画像は、彼が後に「子供時代」と記した1484年の作である。ヴォルゲムートは当時ニュルンベルクにおいて、様々な芸術作品を製作する巨大な工房を有し、最先端を行く芸術家であった。ニュルンベルクは出版や高級品の貿易拠点として、重要な繁栄した都市であった。街はアルプスを縦断して比較的距離の近いイタリア、特にヴェネツィアと大きなパイプがあった。

### 遍歴時代と結婚(1490-1494)
見習い期間を終了すると、デューラーは一般的なドイツの習慣であった、ギャップ・イヤー中に見習い人が他の地域で芸術家から技術を学ぶ遍歴の旅に出た。デューラーは遍歴で約4年間を過ごした。彼は1490年に、北ヨーロッパの先進的な彫刻家のマルティン・ショーンガウアーの下で働こうと旅立ったが、1492年に彼がアルザスのコルマールに到着する直前にショーンガウアーは亡くなってしまった。1490年に旅立ってから1492年にコルマールに到着するまで、デューラーがどこを彷徨っていたのかは不明だが、フランクフルトかオランダにいたと思われる。コルマールで彼はマルティン・ショーンガウアーの兄弟である金細工師のカスパーとパウル、画家のルートヴィヒに歓迎された。1493年デューラーはストラスブール（シュトラスブルク）に出かけ、そこでオランダ人のニコラウス・ゲルハールトの彫刻と出会った。『1493年の自画像』はこのときに描かれ、おそらくニュルンベルクの彼の婚約者アグネス・フライに送られた。この自画像でデューラーが右手に持っている植物は「夫の貞操」を意味するエリンギウムだと考えられている。
1492年初頭にデューラーはバーゼルに赴き、マルティン・ショーンガウアーの他の兄弟である金細工師ゲオルクと共に住んだ。23歳になった彼は、1494年7月7日にニュルンベルクに戻るとすぐにアグネス・フライと結婚した。結婚は彼が不在の時に用意されていた。アグネスはこの街の優秀な真鍮職人で資産家、アマチュアハープ奏者ハンス＝フライの娘であった。しかし、夫妻には子供ができなかった。

### 初めてのイタリア旅行(1494-1495)
ニュルンベルクに戻ってからわずか3ヶ月以内に、デューラーは単身でイタリアに旅立った。このときにニュルンベルクでのペストの流行が影響したと伝わる。彼はアルプスを越える際に、水彩による風景画を描いており、これらは西洋で最初の純粋な風景画とされている。これらの中には、例えば銅版画『ネメージス』のように、後の彼の作品における実存する場所での正確な風景によって推定されるものもある。
彼はさらに進んだ芸術世界の勉強をするためにイタリアのヴェネツィアに赴いた。ヴォルゲムートの保護もあり、彼はドライポイントによる印刷の方法や、マルティン・ショーンガウアーの作品やマスター・オブ・ザ・ハウスブックがその基本となっているドイツ様式の木版の設計方法を学んだ。彼はドイツにおいてもイタリアの作品に接していたが、イタリアでの2つの訪問が彼に多大な影響を与えることとなった。彼はジョヴァンニ・ベリーニは最も歳をとっているが、未だにヴェネツィアで最もすばらしい芸術家であると記述している。デューラーの描画や彫刻は他の芸術家の影響も受けている。作品に描かれている体の比率に興味があったアントニオ・デル・ポッライオーロやアンドレア・マンテーニャ、ロレンツォ・ディ・クレディなどである。彼はパドヴァとマントヴァも旅行中に訪れている。

### ニュルンベルクへの帰郷(1495-1505)
1495年にニュルンベルクに戻ったデューラーは、自身の作業場を持った。結婚したのは作業場が必要だったからであった。帰郷後5年間で、彼は潜在的な北部様式にイタリアで得たものを統合した。
その後の10年間にデューラーは両親を共に失っている。父は1502年に、母は1514年に亡くなった。
作業場での彼の初期の優れた作品は木版印刷で、特に宗教的なものであった。しかし1496年頃描かれた"The Mens' Bath-house"のような平信徒の描写も含んでいた。これらはそれまでのドイツ木版画の大多数よりも大きく、より複雑で比率のバランスが取れていた。
デューラー自身がすべての木版を彫ったとは考えづらい。この作業は専門の職人が行ったものであろう。しかし、彼はヴォルゲムートのアトリエでの修行時に、多くの祭壇彫刻や祭壇画を造り、木版用のデザインと彫刻の両方を行い、創作に必要な技術が何であるかと、木材彫刻士との作業の仕方を理解した。デューラーは木材に直接デザインを描くか、紙に書いたものを木材に接着させた。どちらにしても、木材を彫るときに、設計図は壊された。
彼の有名な『黙示録』の16の設計シリーズは1498年のものである。彼は『大受難伝』の最初の7つの場面も同年に製作した。少し後に、聖家族と聖人(The Holy Family and saints)に関する11のシリーズを製作した。1503-05年頃、彼は『マリアの生涯』の挿絵セットの最初の17枚を製作したが、すべての製作が終わるまでに数年間を要した。これらの作品も『大受難伝』も何年もの間出版されなかったが、印刷物はかなりの数が個人的に売られた。
これと同時期に彼はエングレービングを製作するために、ビュランを使用する今までとは異なる技術を特訓した。基本的な技術は金細工とほぼ同じなので、彼は幼少の頃、父親から技術を学ぶことが可能であった。習い始めはあまり熱心ではなかったが、1496年頃から傑作を産み出すようになった。『放蕩息子』は、数十年後にジョルジョ・ヴァザーリに絶賛された。すぐに彼はいくつかの超大作と原画を残した。特に1502年作の『ネメージス、運命の女神』、1498年作の"The Sea Monster"と1501年頃製作された『聖エウスタキウス』は、きめ細かい背景と美しい動物が描かれていた。彼は数多く聖母マリアの宗教的な単身像や喜劇的な農民の姿の小風景の作品を造った。印刷物なので持ち運びができた。これらの創作によって数年以内にヨーロッパの主要な芸術の中心地で、デューラーは有名になった。
かつてヴェネツィアで出会った画家ヤコポ・デ・バルバリが1500年にニュルンベルクを訪れた。デューラーは遠近法、解剖学、人体均衡論を彼から学んだと述べている。バルバリは知っていることすべてを語りたがらなかったので、デューラーは独力で研究を開始した。それは彼の生涯にわたる関心事であった。人体の比率を描く実験が、デューラーの現存している一連の絵画で見ることができる。1504年に製作された有名な『アダムとイヴ』のエングレービングは、ビュランを使用し、肉体の表面に質感を持たせている。この作品がデューラーのフルネームが署名された唯一のエングレービング作品である。
デューラーは特に絵画やエングレービングによる銅版画の下書きを数多く残している。最も有名なものは1508年に作成され、現在はウィーンのアルベルティーナ美術館に所蔵されている『祈る手』である。それはヘラー祭壇画の十二使徒を調査したものである。彼は水彩とガッシュの絵も作り続けていた。それらは1502年作の『野うさぎ 』や1503年作の『芝草』などに代表され、数多くの牧草地での優雅な静物や動物画を含んでいた。
1498年に木版画集「黙示録」にて成功をおさめた。

### 二度目のイタリア旅行(1505-1507)
彼は絵を描くためにイタリアに戻り、最初にリンネルにテンペラ技法によって描く一連の作品を製作した。作品には自画像や祭壇画が含まれていた。パウムガルトナーの祭壇画や『マギの礼拝（東方三博士の礼拝）』などがあった。1506年初期、彼はヴェネツィアに戻り、1507年春までそこに滞在した。この時すでにデューラーのエングレービングは人気を得ていて、コピーが作成されていた。滞在中に、ジョヴァンニ・ベリーニと親交を結んでいた。
ヴェネツィアで彼はドイツ人組合から、サン・バルトロメオ教会の祭壇画の業務委託を受けた。この時の作品は『薔薇冠の祝祭』 (プラハ国立美術館) として知られている。委託にはヴェネツィアのドイツ人組合員の肖像画が含まれていたが、その作風はイタリアの影響を受けていた。その後、作品はルドルフ2世の手に渡り、プラハに移された。デューラーがヴェネツィアで製作した他の絵画には、『ヒワの聖母子』や"Christ disputing with the Doctors"などがある。

### ニュルンベルクと傑作(1507-1520)とその後
ヴェネツィア人に敬意を持たれていたにもかかわらず、1507年の中頃までにデューラーはニュルンベルクに戻り、1520年までドイツ国内で暮らした。彼の評判はヨーロッパ中に知れ渡り、彼はラファエロ・サンティ、ジョヴァンニ・ベリーニやレオナルド・ダ・ヴィンチ（ロレンツォ・ディ・クレディを介して）を含む有名な芸術家と親睦を図ったり、連絡を取り合っていた。
1507年から1511年の間、彼は最もよく知られた絵画を残した。1507年の「アダムとイヴ」、フリードリヒ3世のために描かれた1508年の「一万人のキリスト教徒の殉教」、同じく1508年の"Virgin with the Iris"、フランクフルト・アム・マインのJacob Hellerのために描かれた1509年の"Assumption of the Virgin "、Matthaeus Landauerのために描かれた1511年の"Adoration of the Trinity"などである。同時期に彼は、『大受難伝』と『マリアの生涯』の2つの木版シリーズを完成させ、両作品とも1511年に、『黙示録』シリーズの第二版と共に出版された。ヴェネツィアから帰国後の木版画は、デューラーのキアロスクーロモデル効果の発展を示している。出版物のいたるところに、明暗が対称的な中間の色調が見られる。
1513年から1514年にかけて、銅版画の傑作である『騎士と死と悪魔』、『メランコリアI（メレンコリアI）』、『書斎の聖ヒエロニムス』などの作品を発表した。また、1520年～1521年にはネーデルラントにも滞在している。

## 作品に関するエピソード
- ヴォルゲムートの肖像
1516年、当時すでに大画家としての名声を得ていたデューラーは、修業時代に世話になった恩師ミヒャエル・ヴォルゲムートの肖像を描いている[2]。年老いた師匠を美化せずに描いたこの肖像画には「1516年、師ヴォルゲムートを前にしてこれを描いた。ヴォルゲムートは当時82歳で、1519年まで生きた」という趣旨の銘文がある。絵の完成から3年後の1519年、恩師の死を悼んでこの言葉を画中に書き記したものと思われる。

- 犀
デューラーの木版画作品「犀」はリスボン港でのサイの評判を現地にいた友人から伝え聞いた情報によって描かれたもので、デューラー自身はサイを目にしていない。そのため、背中に本来存在しない「2本目の角」があるなど、実際の犀とは異なる。このサイ自体はリスボンから教皇庁へ向かう際に嵐に出会い、海の藻屑と消えてしまったが、デューラーの想像によって描かれた「犀」はオランダの動物学者ヨンストンが手がけた「動物図鑑」（1660年）に登場し、当時江戸時代の日本にもその絵がたどり着いている。このデューラーの「犀の絵柄」は非常に有名になり、1741年にオランダ人のヴァン・デル・メールがインド犀『クララ（ドイツ語版）』をヨーロッパに持ち込んで20年近くヨーロッパ各地を巡業し、「実際の犀の姿」が広く知られるまでの間、様々な媒体に繰り返し描かれ続けた[8]。

- 四人の使徒
代表作『四人の使徒』は、晩年の画家が、故郷のニュルンベルク市に寄贈したものである。当時のドイツはマルティン・ルターらによる宗教改革の時期であった。自身ルターに共鳴していたデューラーは、ニュルンベルク市が新教側に付くことを知り、この絵を市に寄贈したものである。絵の最下部には、ルター訳による聖書の引用のほか、「世の支配者たちよ。人間たちの言葉を神の御言葉と取り違えてはならぬ」という趣旨の戒めの文句が描かれている。

## 代表作

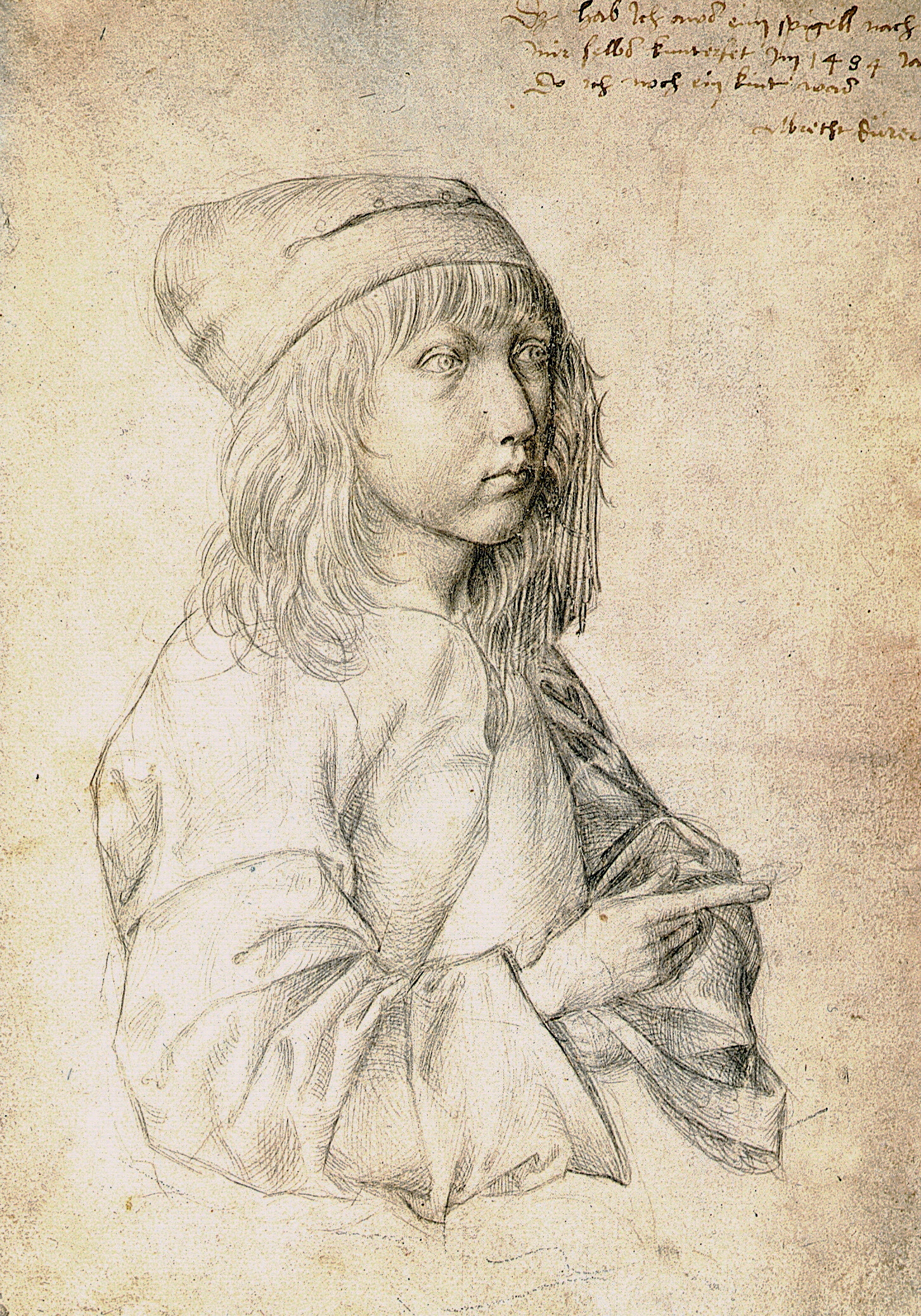
『十三歳の自画像』、1484年、紙にメタルポイント
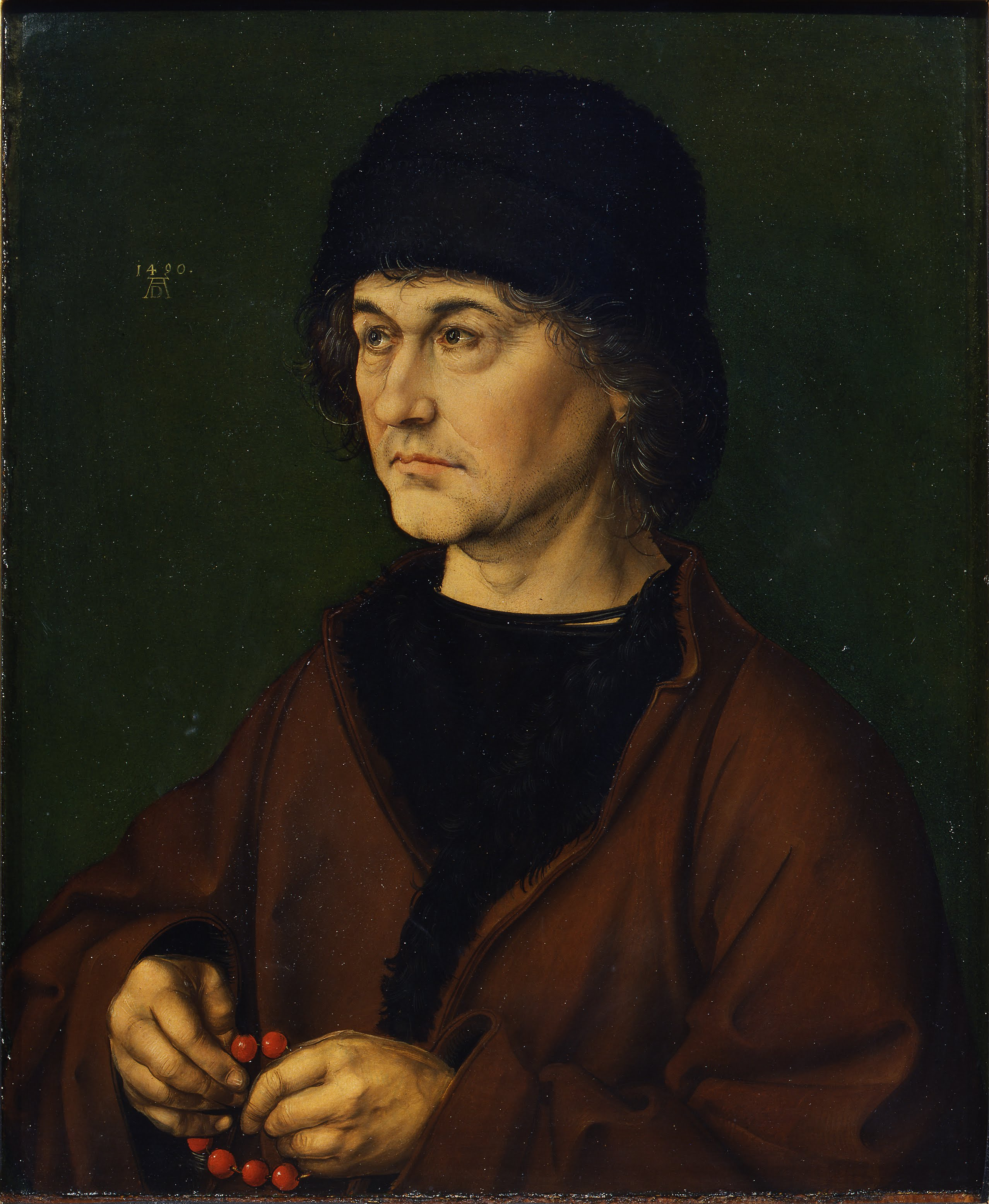
『父の肖像』、1490年、 ウフィツィ美術館、フィレンツェ
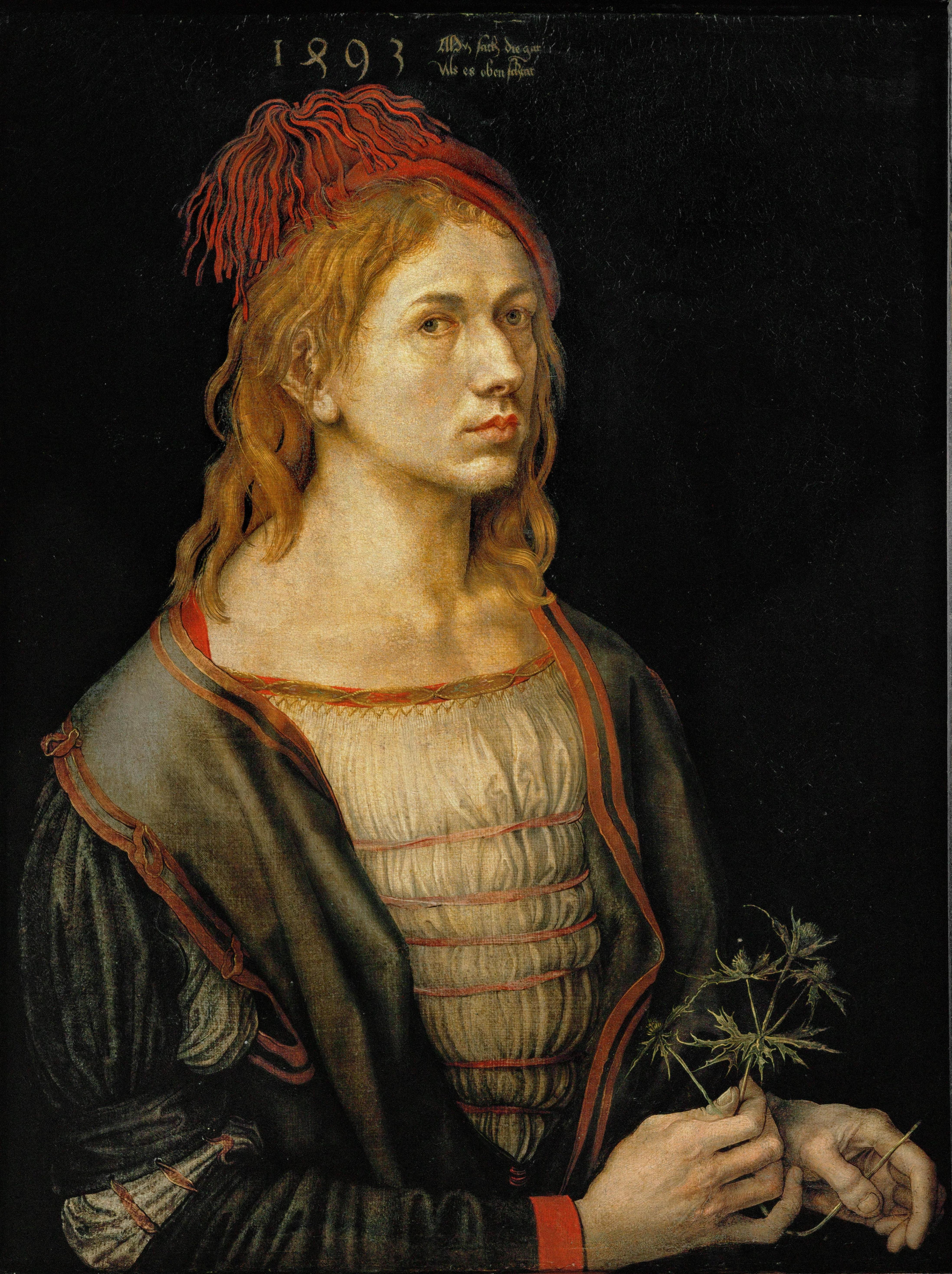
『自画像』、1493年、 ルーヴル美術館、パリ
『自画像』、1498年、 プラド美術館、マドリード
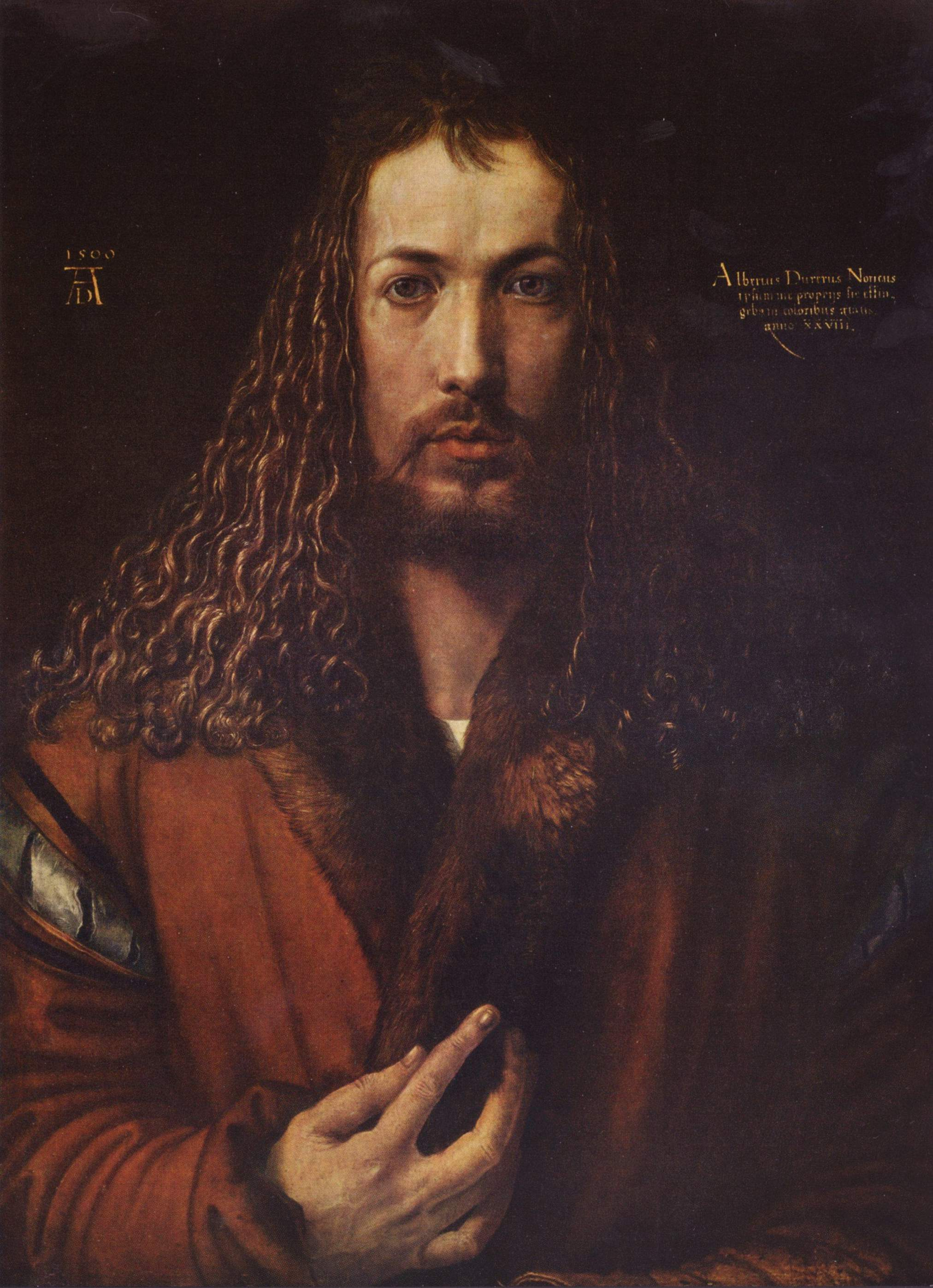
『自画像』、1500年、アルテ・ピナコテーク、ミュンヘン
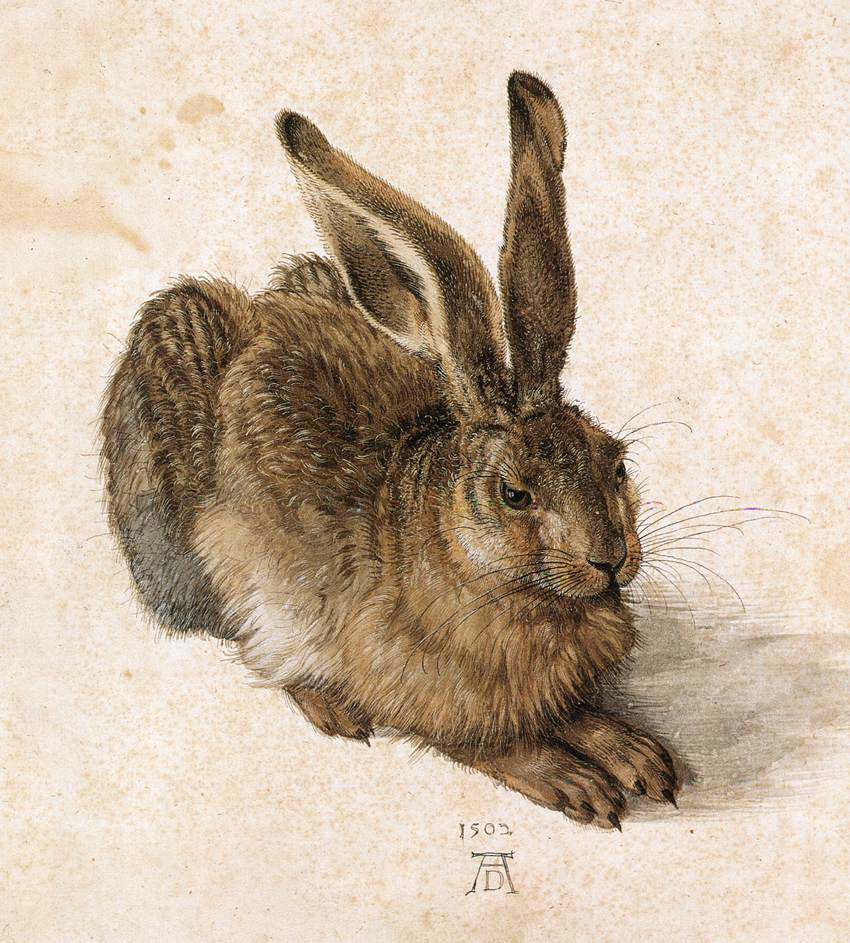
『野うさぎ』、1502年、紙に透明水彩とガッシュ
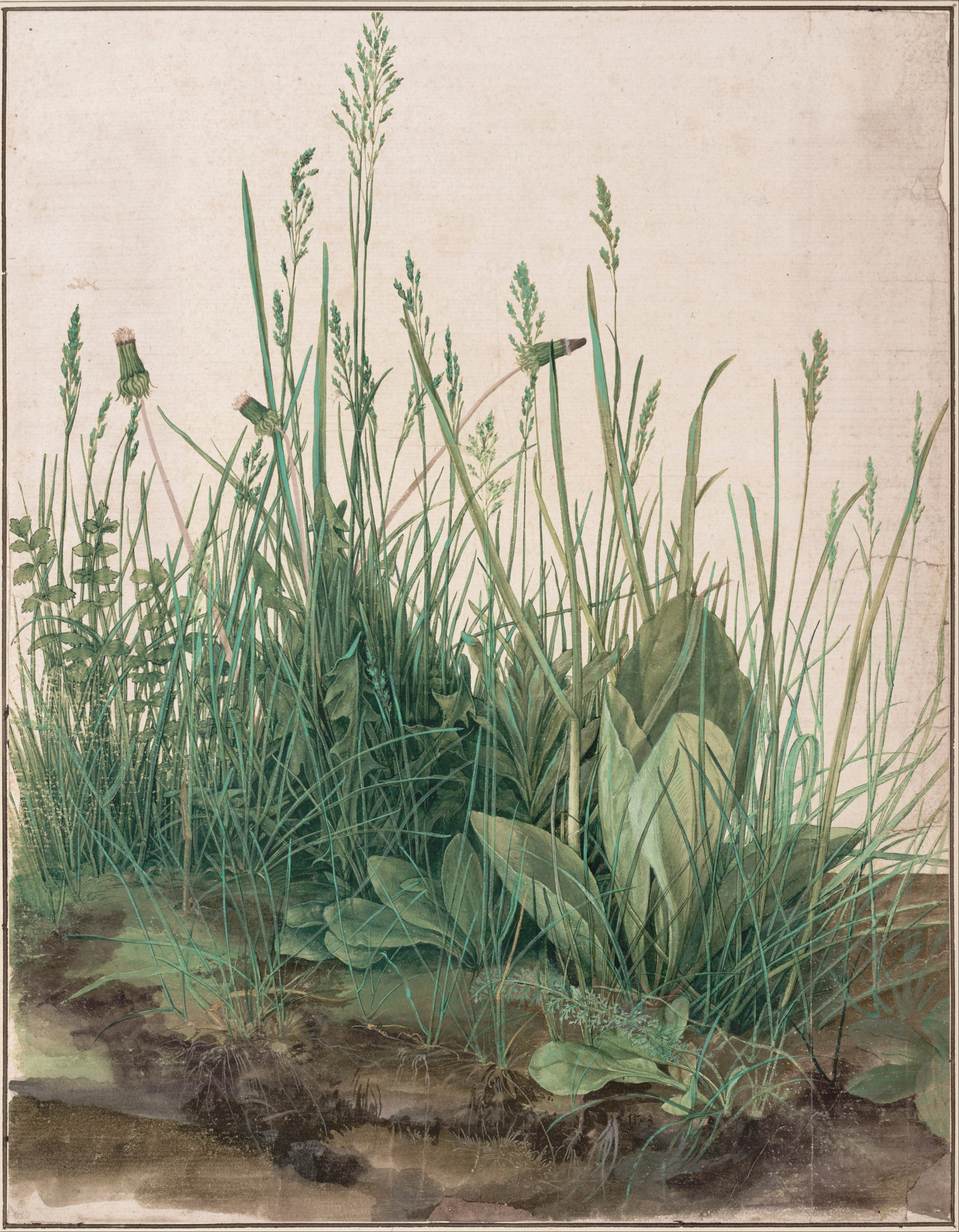
『芝草』、1503年、紙に透明水彩とガッシュ
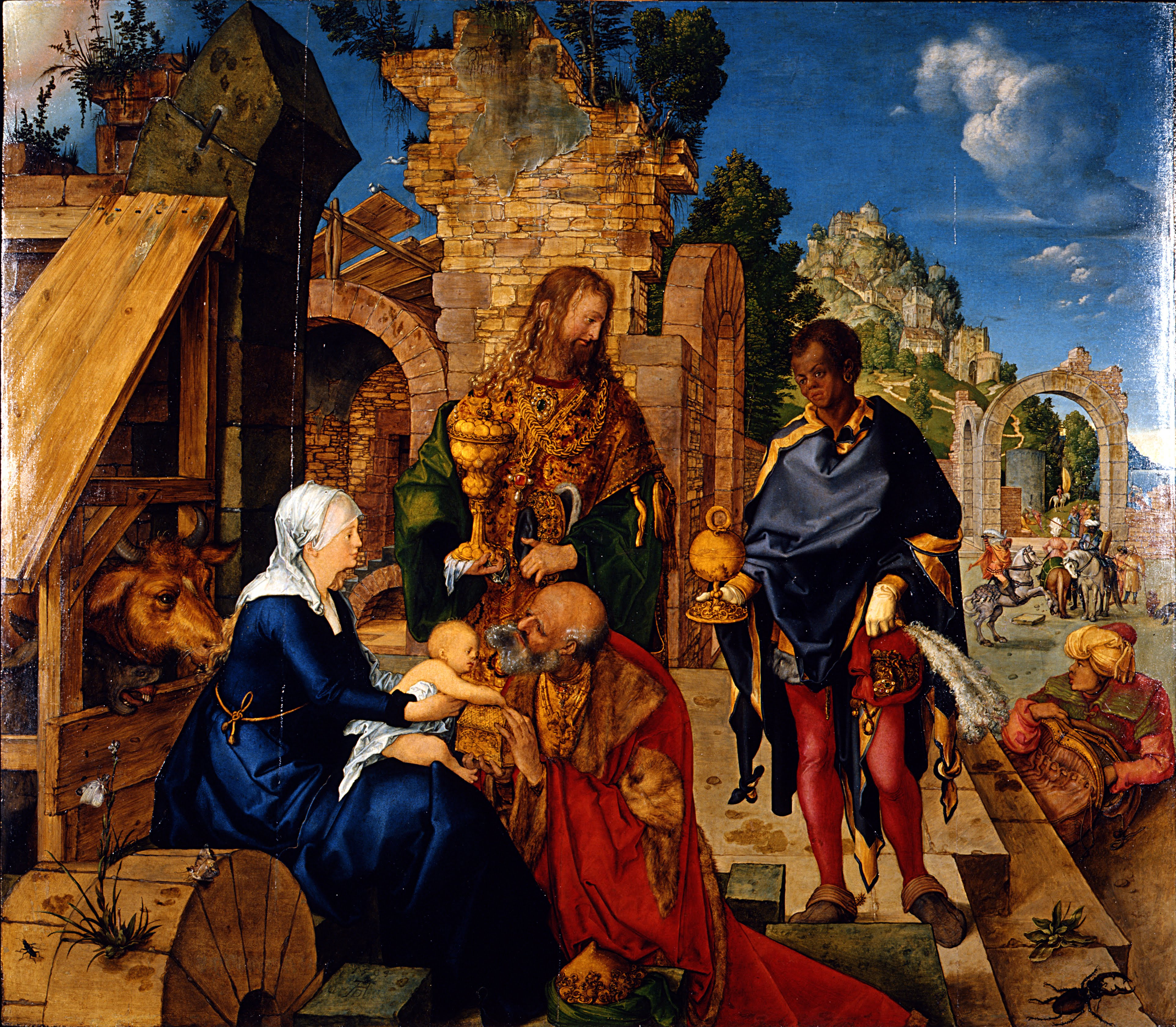
『東方三博士の礼拝』、1504年、ウフィツィ美術館、フィレンツェ
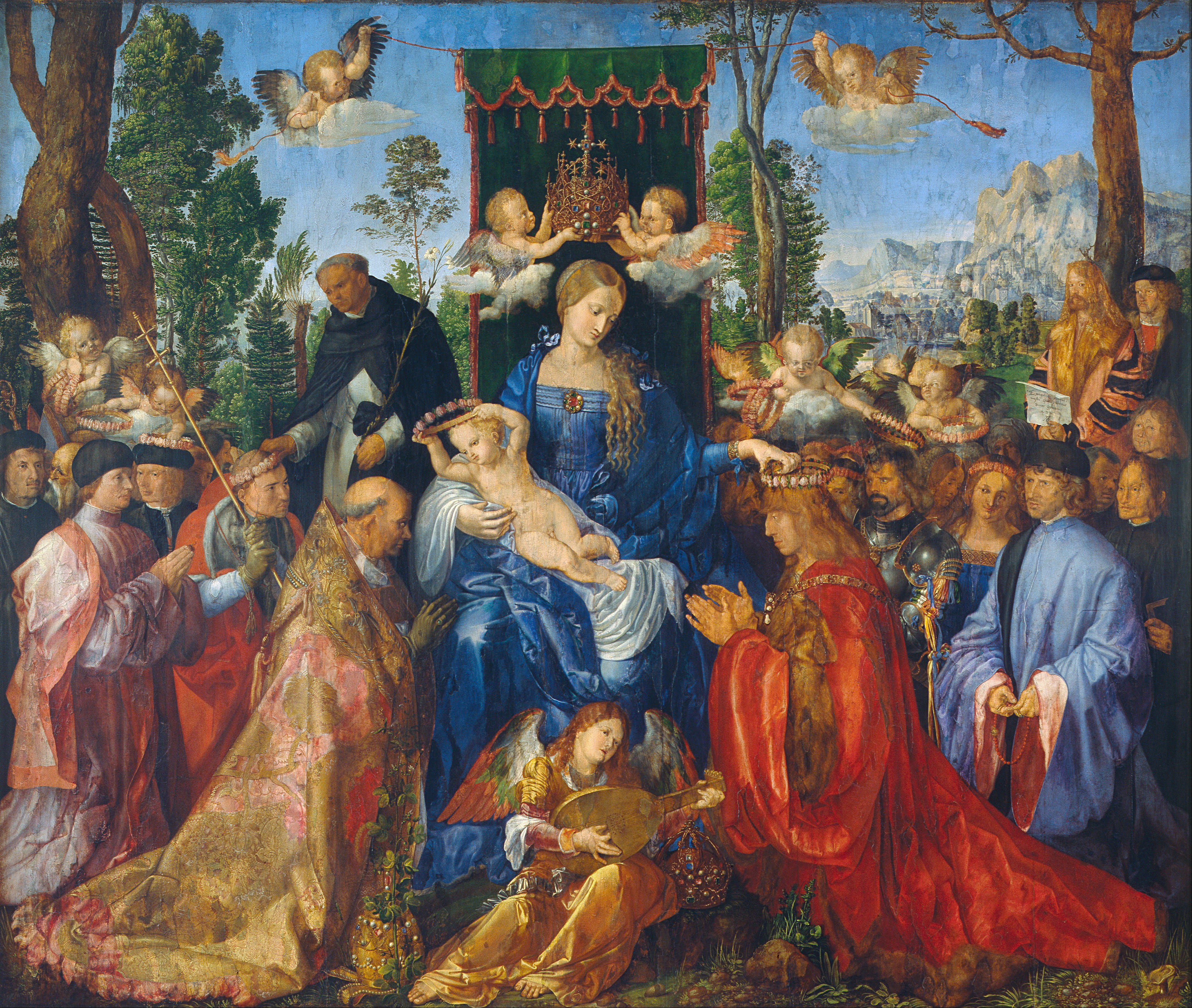
『薔薇冠の祝祭』、1506年、プラハ国立美術館
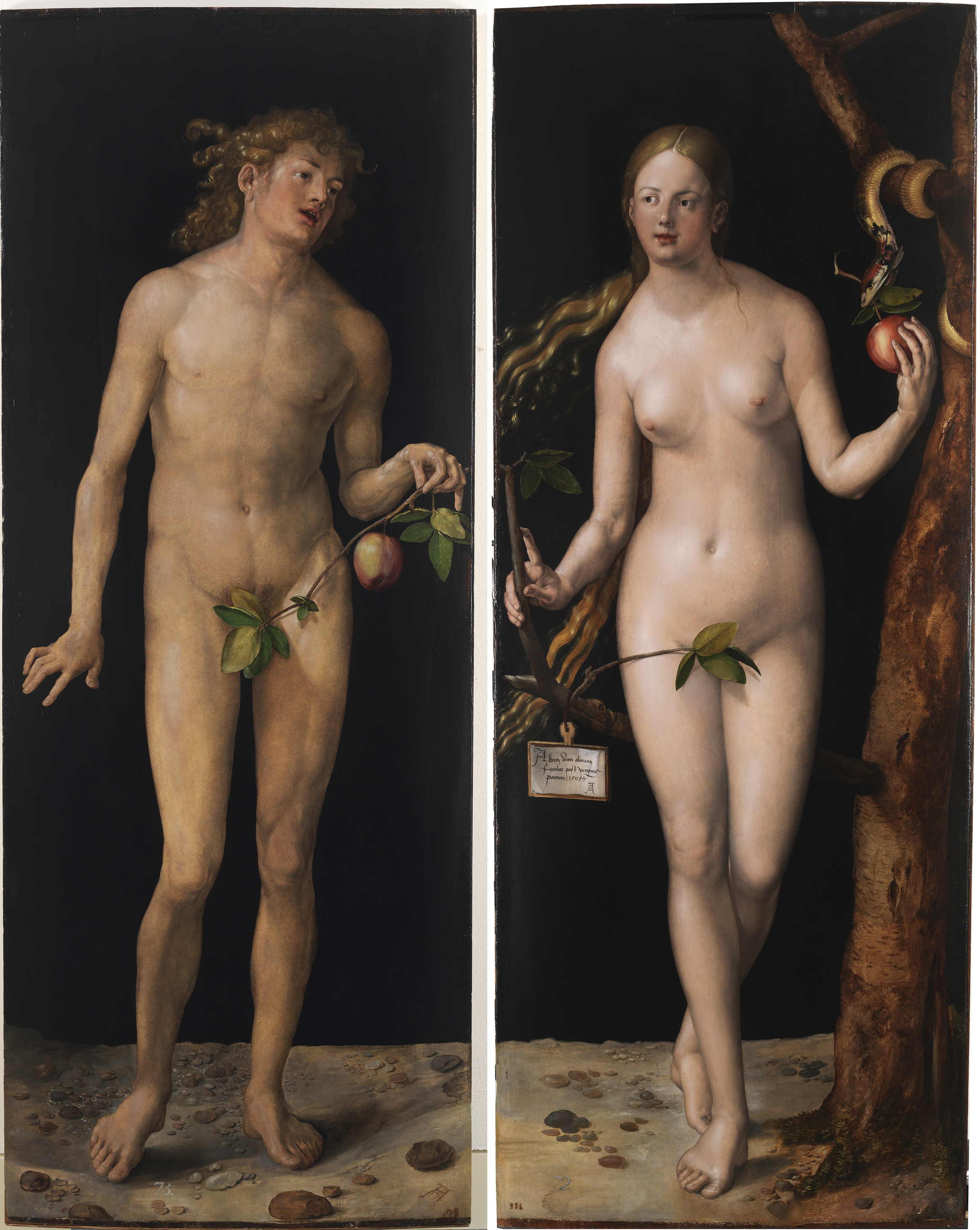
『アダムとイヴ』、1507年、プラド美術館、マドリード
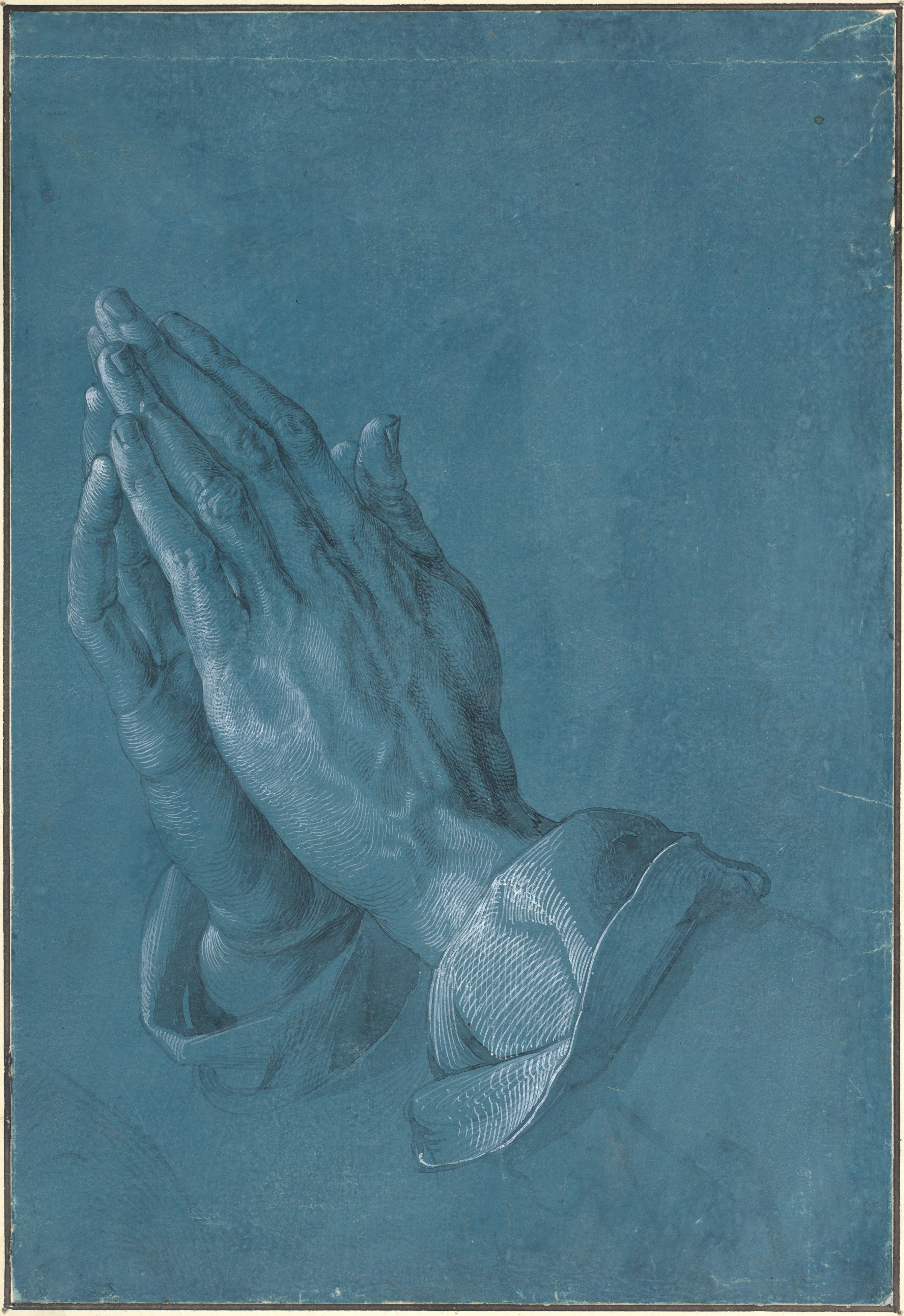
『祈る手』、1508年
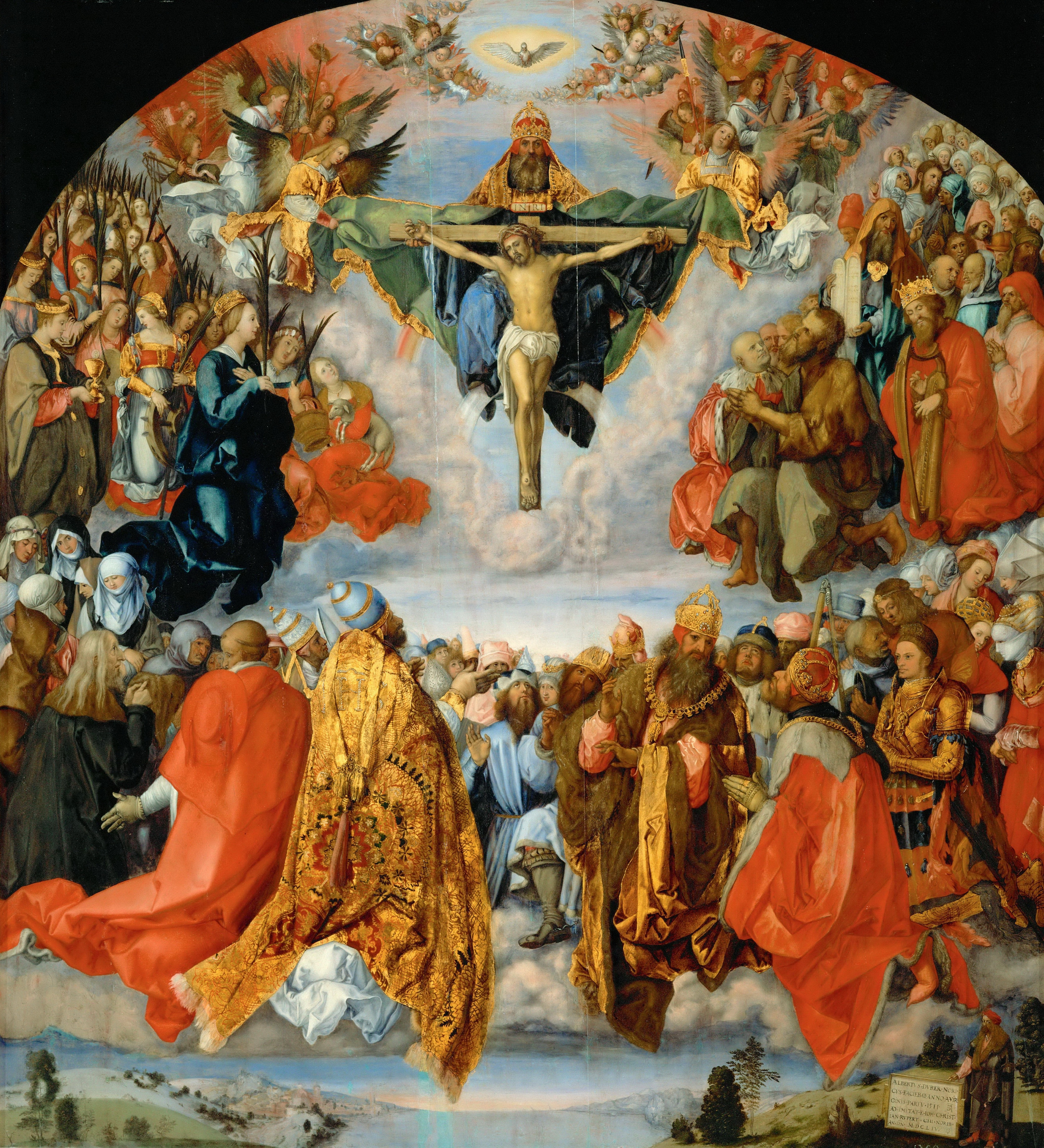
『聖三位一体の礼拝』、1511年、ウィーン美術史美術館
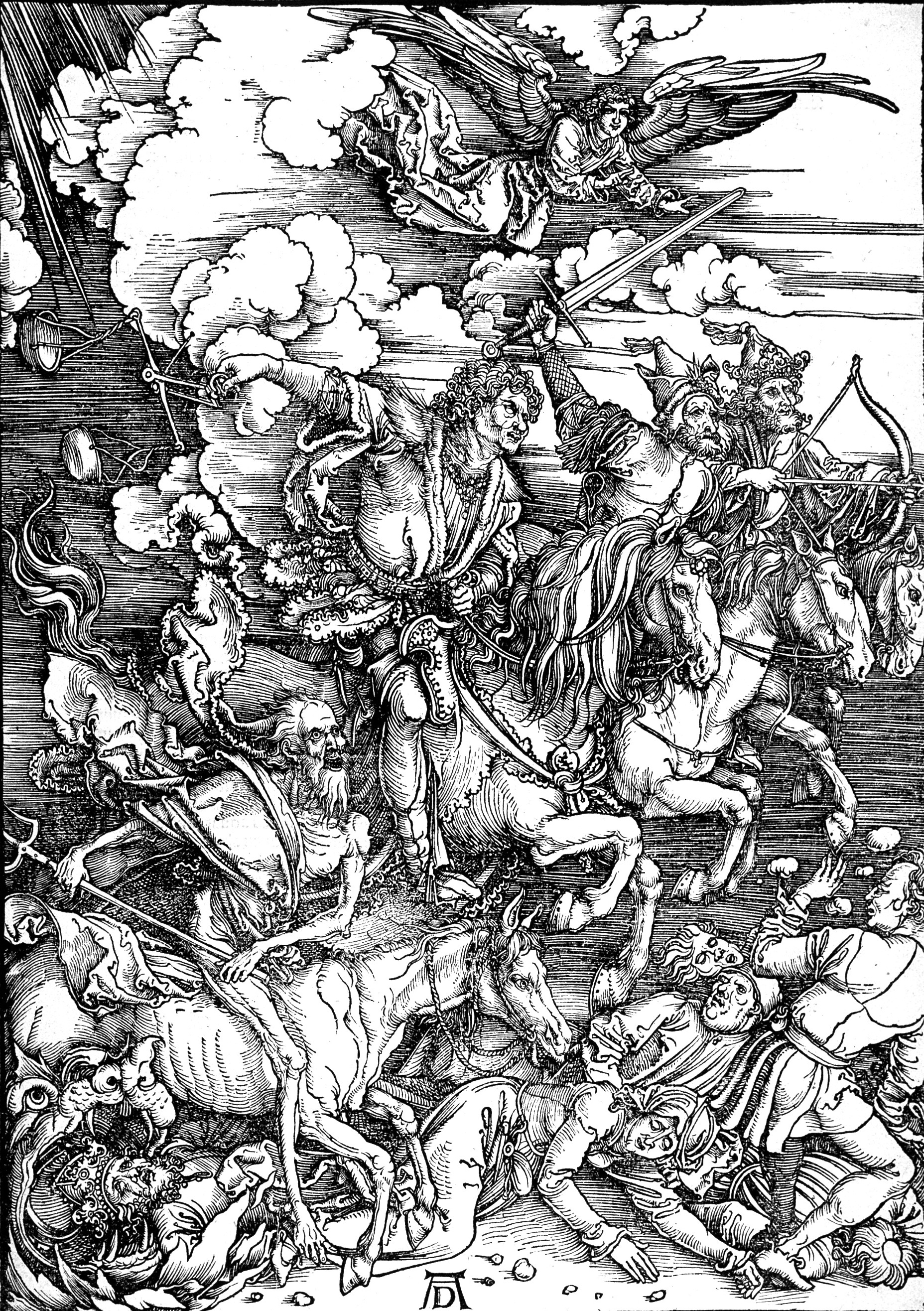
『黙示録の四騎士[9]』、1497-1498年、木版画
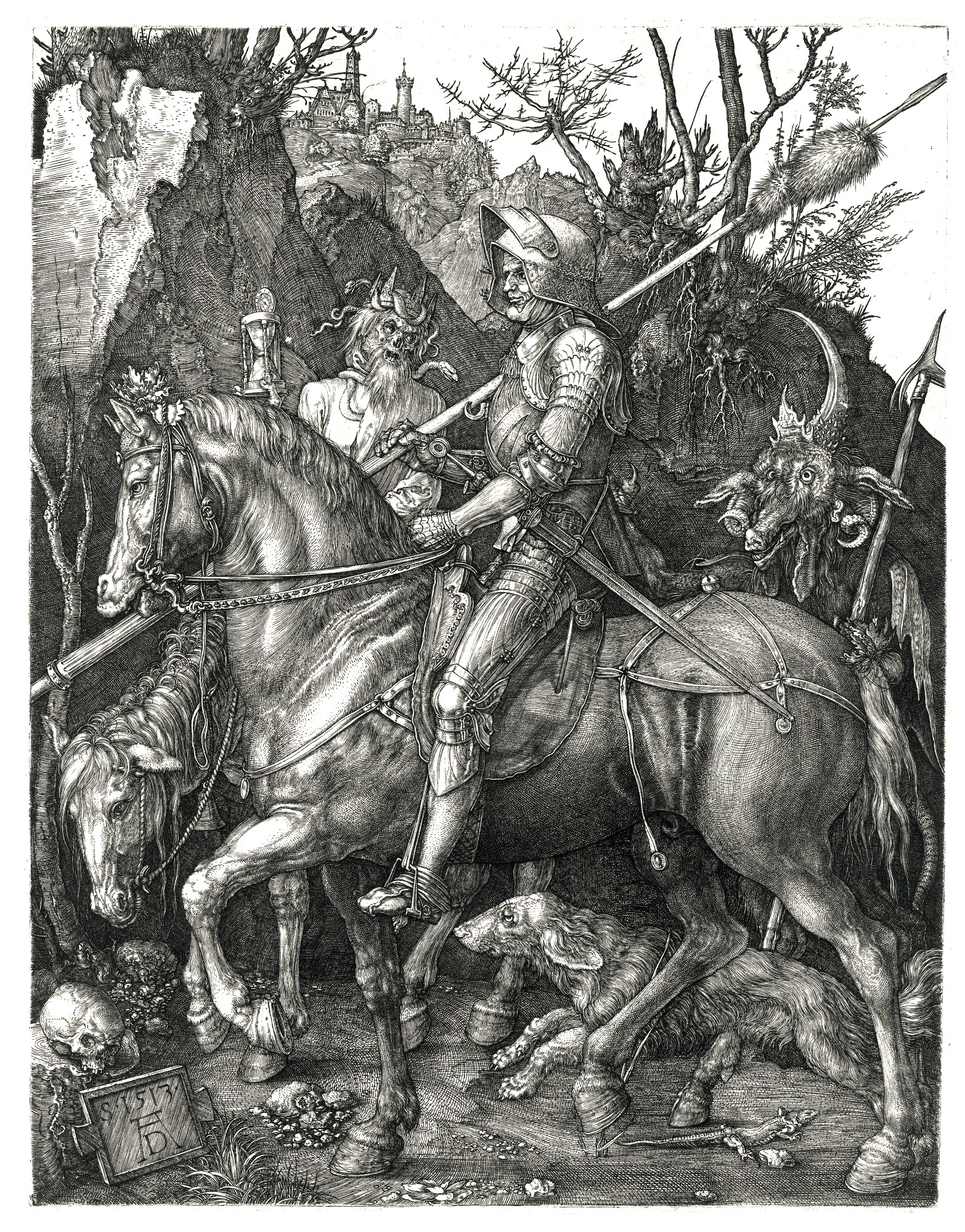
『騎士と死と悪魔』、1513年
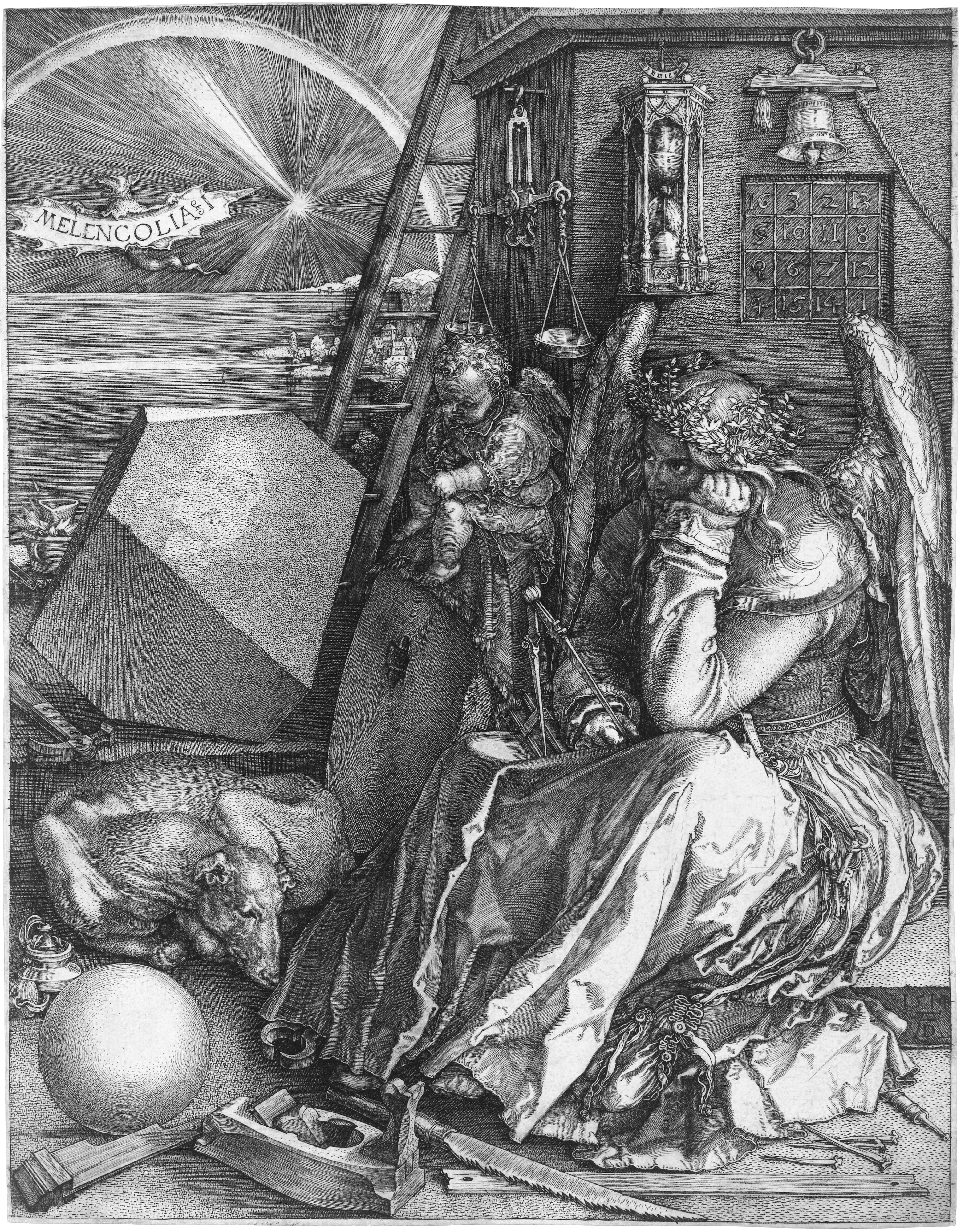
『メランコリア I』、1514年、銅版画
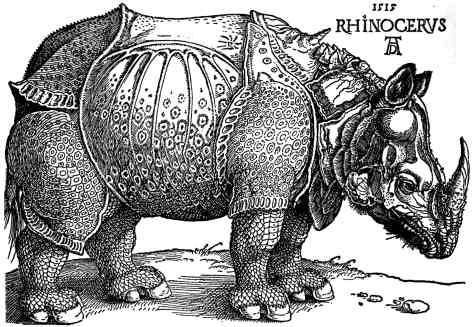
『犀』、1515年、木版画、ゲルマン国立博物館、ニュルンベルク
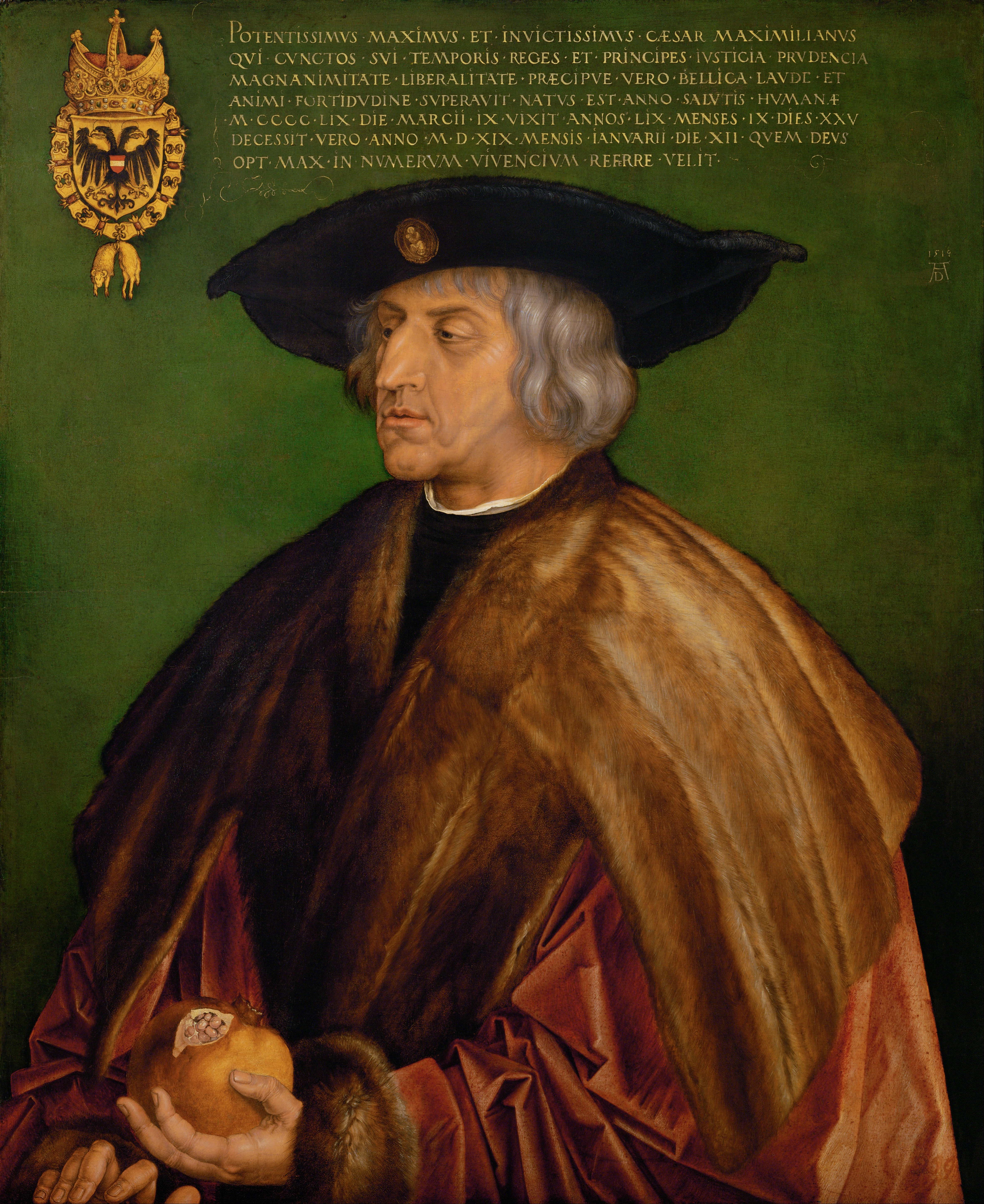
『皇帝マクシミリアン1世の肖像』、1519年、ウィーン美術史美術館
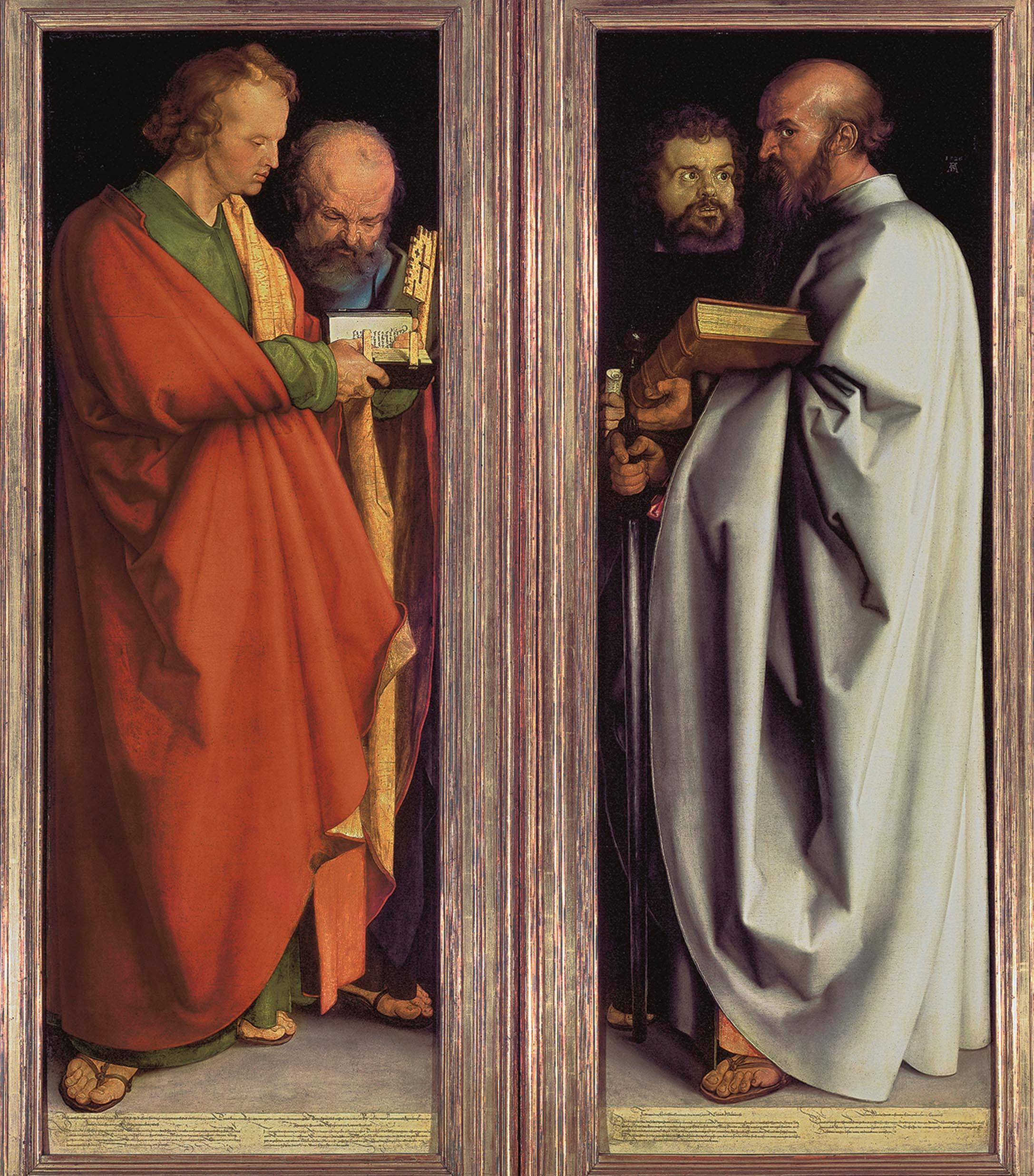
『四人の使徒』、1523-1526年、アルテ・ピナコテーク、ミュンヘン

- アルブレヒト・デューラーの絵画リスト（英語版）
- 版画
  - デューラーによる木版画作品のリスト（英語版）
  - デューラーによるエングレービング作品のリスト（英語版）
    - 書斎の聖ヒエロニムス（英語版）(エングレービング、ヒエロニムス題材)
    - Meisterstiche （英語版） - デューラーのオールド・マスター・プリント（英語版）(オールド・マスターの版画)
- 版画連作
  - 聖母伝（英語版）(木版画)
  - 大受難伝（英語版）(エングレービング)
  - 黙示録（英語版）(エングレービング、ヨハネの黙示録題材)

## 日本語訳著作
- 『「測定法教則」注解』 下村耕史編訳、中央公論美術出版 2008年　大著
- 『「絵画論」注解』 下村耕史編訳、中央公論美術出版 2001年　大著
- 『「人体均衡論四書」注解』 前川誠郎監修・下村耕史訳注、中央公論美術出版 1995年　大著
- 『デューラー　ネーデルラント旅日記　1520－1521』　前川誠郎訳注、朝日新聞出版 1996年、岩波文庫 2007年
- 『デューラーの手紙』　前川誠郎訳注　 中央公論美術出版　1999年
- 『デューラー　自伝と書簡』　前川誠郎訳注　 岩波文庫　2009年